# Парламентские выборы в Казахстане (2021)
Выборы депутатов мажилиса парламента Республики Казахстан прошли в Казахстане 10 января 2021 года. Это восьмые в истории независимого Казахстана парламентские выборы. Впервые за 16 лет выборы были не досрочными, а очередными.
Параллельно с выборами депутатов мажилиса прошли выборы депутатов маслихатов всех уровней (районные, городские, областные).
Правящая партия Нур Отан сохранила свой статус доминирующей партии в Мажилисе, набрав 71,1 % голосов и получив 76 мест. Но по сравнению с предыдущими выборами 2016 года партия набрала на 11,1 % меньше голосов и потеряла 8 мест. Две партии, номинально входящие в оппозицию (Демократическая партия «Ак Жол» и Народная партия Казахстана) и присутствующие в Мажилисе с 2012 года, улучшили свои результаты. Другие конкурирующие партии не преодолели 7-процентный избирательный барьер и не прошли в парламент.
Несколько оппозиционных групп призвали к бойкоту и протестам на выборах, ссылаясь на отсутствие открытости и справедливости. Единственная зарегистрированная партия, представляющая радикальную оппозицию — Общенациональная социал-демократическая партия (ОСДП) — отказалась участвовать в гонке, в то время как другие группы призвали тактически голосовать за Ак Жол, чтобы хотя бы отобрать часть голосов у Нур Отана.
На выборах в законодательные органы явка составила 63,3 %, что является самым низким показателем с 1999 года. 11 января 2021 года Ассамблея народа Казахстана косвенным образом избрала в Мажилис 9 своих членов.

## Предпосылки

### Президентство Токаева и реформы
После выборов депутатов мажилиса парламента Республики Казахстан 2016 года, Нур Отан сохранил устойчивый контроль над Мажилисом.
После неожиданной отставки президента Нурсултана Назарбаева и досрочных президентских выборов, состоявшихся 9 июня 2019 года, новый президент Касым-Жомарт Токаев на своей инаугурации 12 июня пообещал продолжить политику Назарбаева в области развития страны и социально-экономических реформ.
Несмотря на уход с должности, Назарбаев по-прежнему носит титул «Елбасы» («Лидер нации»), остается председателем Совета безопасности Казахстана пожизненно, а также является председателем партии «Нур Отан» и членом Конституционного Совета, в то время как его старшая дочь Дарига Назарбаева занимала пост председателя Сената, вторую линию преемственности в стране после президента. Многие аналитики считали президентство Токаева временным и что готовится почва для перехода власти к Назарбаевой.
На протяжении своего президентства Токаев предложил многочисленные реформы, такие как законы об общественных митингах, которые исключили положения, требующие официального утверждения; сокращение необходимого количество членов в политических партиях, подлежащих регистрации; устранение таких преступлений, как клевета, а законы о разжигании ненависти будут более конкретными и менее суровыми. После принятия закона в мае 2020 года он получил критику со стороны казахстанских и международных правозащитников, которые отметили, что недавно реформированные правила по-прежнему не соответствуют международным стандартам, такие как запрет гражданам неказахстанского происхождения на организацию и участие в протестах и ограничение общественных собраний только в указанных местах.

### Пандемия COVID-19
Возникло много разговоров о возможных досрочных выборах в парламент, когда Токаев объявил о возможности их проведения в апреле 2020 года. Однако после вспышки COVID-19 в Казахстане в марте 2020 года, которая привела к общенациональным локдаунам и карантинным мерам, идея досрочных выборов была отложена, поскольку власти Казахстана были вынуждены сдержать распространение вируса.
Токаев поручил правительству реализовать определённые бюджетные пакеты, такие как повышение государственных пенсий и социальных выплат на 10 %, предоставить больше налоговых льгот для малого бизнеса и увеличить расходы на субсидии. Он также призвал к ежемесячной выплате 42 500 тенге на человека с наборами, включая продукты питания и другие предметы первой необходимости. 11 мая 2020 года Казахстан отменил чрезвычайное положение, что позволило его регионам постепенно снять ограничения. Однако после увеличения числа случаев заражения COVID-19, 29 июня 2020 года Токаев объявил о втором локдауне, который вступил в силу с 5 июля 2020 года. В течение этого периода посольство Китая в Казахстане объявило, что по стране распространяется «неизвестная пневмония», заявив, что она более смертоносна, чем COVID-19. Министерство здравоохранения Казахстана отклонило эти утверждения, заявив, что неустановленным случаем пневмонии является диагноз COVID-19, основанный на симптомах, но не подтвержденный лабораторными исследованиями, в соответствии с рекомендациями Всемирной организации здравоохранения (ВОЗ). ВОЗ на брифинге для прессы 10 июля 2020 года выразила уверенность в том, что неустановленные случаи пневмонии, скорее всего, на самом деле были недиагностированными случаями COVID-19. Изначально общенациональный локдаун в Казахстане должен был закончиться 19 июля, но он дважды продлевался и в конечном итоге была снят 19 августа 2020 года. Несмотря на усилия властей по оказанию помощи, пандемия также привела к экономическим проблемам в стране, так ВВП Казахстана за время пандемии сократился на 1,8 %, а уровень безработицы достиг 5 %. Общее количество безработных и отчаявшихся рабочих (доля лиц в неактивной занятости) составило 10,8 %. Ежемесячная стимулирующая выплата, введенная в марте, подверглась критике как недостаточная для покрытия стоимости жизни в таких городах, как Алма-Ата и Нур-Султан.
21 октября 2020 года президент Токаев подписал указ, устанавливающий дату выборов в Мажилис, которые состоятся 10 января 2021 года, в котором подчеркивается, что состав парламента будет сосредоточен на «качественной законодательной поддержке социально-экономических реформ в стране».

## Выдвижение и регистрация кандидатов

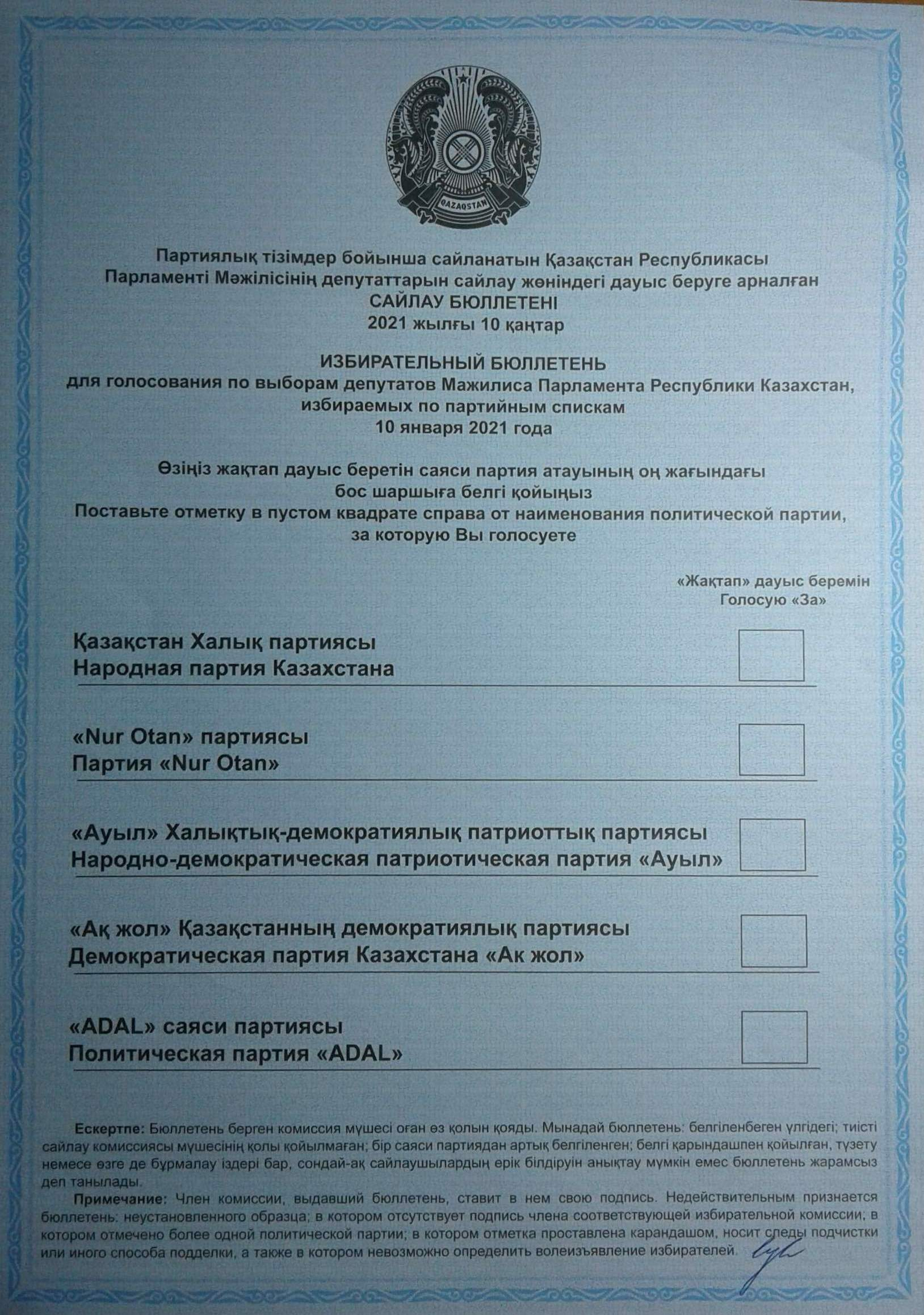
Избирательный бюллетень

### Нур Отан

#### Праймериз
Несмотря на уход с поста президента, Нурсултан Назарбаев остался в посте председателя Нур Отана. 4 июня 2020 года он объявил праймериз, первоначально запланированные с 30 марта по 16 мая, которые должны быть проведены внутри партии с 17 августа по 3 октября 2020 года в качестве попытки открытой политической конкуренции, содействия гражданскому участию в политическом процессе и расширения участия женщин и молодежи страны. Внутрипартийные праймериз проходили с 1 по 3 октября лично и онлайн. Однако из-за очевидных технических проблем, возникших на веб-сайте голосования, первичные выборы были продлены на день. По данным партии, в праймериз приняли участие около 10 000 кандидатов, в голосовании приняли участие 662 687 человек, что в общей сложности составило 84 %.

### Ак Жол
21 октября 2020 года Демократическая партия «Ак Жол» объявила о своем участии в выборах, призвав к честным и открытым выборам.
20 ноября 2020 года Ак Жол провела свой 16-й внеочередной съезд в Нур-Султане, где председатель партии Азат Перуашев рассказал о том, как пандемия COVID-19 в Казахстане привела к бюрократии и коррупции, социальной несправедливости и разрыву между богатыми и бедными, а также к монополизации экономики и власти. Он заявил о необходимости кардинальных изменений в стране и в то же время предупредил, что дальнейшие изменения могут привести к кризису, как в Беларуси, Кыргызстане и Украине. Перуашев также призвал к наказанию лиц, совершающих фальсификации результатов выборов на избирательных участках, которые он назвал «незаконным захватом власти». Партия объявила о своей поддержке перехода Казахстана от президентской системы к парламентской республике и предложила ограничить процентные ставки по ипотечным кредитам, потребительским товарам, малым и средним предприятиям и лицам, наиболее подверженным риску, а также принять закон о банкротстве, который будет гарантировать заёмщикам сохранение их жилья и социальных льгот.
20 ноября 2020 г. Ак Жол представил свой партийный список из 38 кандидатов в Мажилис.

### Народная партия Казахстана
Народная партия Казахстана на своём съезде 23 ноября 2020 года одобрила партийный список на выборах в мажилис, в который включены 125 человек, в том числе четверо из семи действующих депутатов мажилиса от партии — Айкын Конуров, Жамбыл Ахметбеков, Ирина Смирнова и Магеррам Магеррамов. В список не вошли Владислав Косарев, Тургун Сыздыков и Галина Баймаханова.
В списке также значились руководитель аналитической группы Кипр Ерлан Смайлов, декан факультета философии и политологии КазНУ им. аль-Фараби Алия Масалимова, первый проректор Западно-Казахстанского госуниверситета Асет Тасмагамбетов, карагандинский гражданский активист Василий Климаков, предприниматели, журналисты, общественные и партийные деятели.
В целом в списке состояло 36 женщин (28,8 %) и 89 мужчин (71,2 %). Средний возраст кандидата — 46 лет. Самому молодому — 25 лет, самому возрастному — 67 лет.
Партия в ноябре провела ребрендинг, отказавшись от слова «коммунистический» в названии.

### Адал
16 кандидатов в депутаты Мажилиса вошли в партийный список партии «Адал».

### Ауыл
18 ноября 2020 года в ходе XVIII внеочередного съезда народно-демократическая патриотическая партия «Ауыл» представила свой партсписок из 19 кандидатов на выборах в Мажилис.

## Бойкот выборов

### ОСДП
27 ноября 2020 года Общенациональная социал-демократическая партия приняла решение не участвовать в выборах в Мажилис и маслихаты. Кроме того, она объявила общенациональный бойкот и также отказалась от наблюдения за предстоящим электоральным мероприятием.

## Нарушения
Наблюдатели ОБСЕ зафиксировали явные признаки вброса бюллетеней на выборах в Казахстане.

## Опросы и другие результаты
По результатам опроса исследовательского центра «Сандж»:
- Явка — 44,7 % (ЦИК 63,25 %)
- Нур Отан — 56,4 % (ЦИК: 71,09 %).
- ДПК «Ак жол» — 16 % (ЦИК: 10,95 %).
- НДП «Ауыл» — 12,5 % (ЦИК: 5,29 %).
- Адал — 12,1 % (ЦИК: 3,57 %).
- НПК — 3 % (ЦИК: 9,1 %).
- Испорчены — 0,5 %[36]

По данным Общественного объединения «Независимые наблюдатели» явка на выборы в Казахстане 10 января составила 15,3 %, испорчены 12 % бюллетеней. Результаты по партиям:
- Народной партии Казахстана 7,9 % голосов,
- Nur Otan — 37,7 %,
- «Ауыл» — 8,1 % ,
- «Ақ Жол» — 16,8 %,
- «Адал» — 11,7 %.[37]

По данным политолога Марата Шибутова процент недействительных бюллетеней составило 3,95 % (297 718 избирателей), что является самым высоким показателем на парламентских выборах .

## Результаты

### Мажилис
|                             |                                      |            |        |               |     |  |  |
| Партия                      | Партия                               | Голосов    | %      | Мест получено | +/– |  |  |
|                             | Нур Отан                             | 5 148 074  | 71,09  | 76            | ▼ 8 |  |  |
|                             | Ак Жол                               | 792 828    | 10,95  | 12            | ▲ 5 |  |  |
|                             | Народная партия Казахстана           | 659 019    | 9,10   | 10            | ▲ 3 |  |  |
|                             | Ауыл                                 | 383 023    | 5,29   | 0             | ▬   |  |  |
|                             | Адал                                 | 258 618    | 3,57   | 0             | ▬   |  |  |
|                             | Избраны Ассамблеей народа Казахстана | -          | -      | 9             | ▬   |  |  |
| Всего                       | Всего                                | 7 241 562  | 100,00 | 107           |     |  |  |
|                             |                                      |            |        |               |     |  |  |
| Действительных бюллетеней   | Действительных бюллетеней            | 7 241 562  | 96,05  |               |     |  |  |
| Недействительных бюллетеней | Недействительных бюллетеней          | 297 718    | 3,95   |               |     |  |  |
| Всего бюллетеней            | Всего бюллетеней                     | 7 539 280  | 100,00 |               |     |  |  |
| Явка избирателей            | Явка избирателей                     | 11 919 241 | 63,25  |               |     |  |  |

|          |        |     |  |
|          |        |     |  |
| 76       | 12     | 10  |  |
| Нур Отан | Ак Жол | НПК |  |

| Результаты | Результаты | Результаты | Результаты | Результаты |
| ---------- | ---------- | ---------- | ---------- | ---------- |
| Нур Отан   |            |            | 71.09 %    |            |
| Ак Жол     |            |            | 10.95 %    |            |
| НПК        |            |            | 9.10 %     |            |
| Ауыл       |            |            | 5.29 %     |            |
| Адал       |            |            | 3.57 %     |            |

| Места в мажилисе | Места в мажилисе | Места в мажилисе | Места в мажилисе | Места в мажилисе |
| ---------------- | ---------------- | ---------------- | ---------------- | ---------------- |
| Nur Otan         |                  |                  | 77.55 %          |                  |
| Ак Жол           |                  |                  | 12.24 %          |                  |
| НПК              |                  |                  | 10.20 %          |                  |
| Ауыл             |                  |                  | 0 %              |                  |
| Адал             |                  |                  | 0 %              |                  |

### По регионам[39]
| Регион                         | Нур Отан  | Нур Отан | Ак Жол  | Ак Жол  | НПК     | НПК     | Ауыл    | Ауыл    | Адал    | Адал   | Явка      | Явка    |
| Регион                         | Голоса    | %        | Голоса  | %       | Голоса  | %       | Голоса  | %       | Голоса  | %      | Голоса    | %       |
| ------------------------------ | --------- | -------- | ------- | ------- | ------- | ------- | ------- | ------- | ------- | ------ | --------- | ------- |
| Акмолинская область            | 278 209   | 76,49 %  | 33 474  | 9,20 %  | 39 78   | 10,94 % | 7 529   | 2,07 %  | 4 728   | 1,30 % | 327 918   | 72,8 %  |
| Актюбинская область            | 206 172   | 64,84 %  | 40 071  | 12,60 % | 52 91   | 16,64 % | 5 781   | 1,82 %  | 13 036  | 4,10 % | 270 351   | 58,8 %  |
| Алма-Ата                       | 178 461   | 55,54 %  | 48 887  | 15,21 % | 43 337  | 13,49 % | 31 802  | 9,90 %  | 18 835  | 5,21 % | 321 322   | 30,3 %  |
| Алматинская область            | 716 379   | 72,41 %  | 114 939 | 11,62 % | 46 224  | 4,67 %  | 60 251  | 6,09 %  | 51 544  | 5,21 % | 989 337   | 73,5 %  |
| Атырауская область             | 143 692   | 64,28 %  | 25 875  | 11,58 % | 32 905  | 14,72 % | 11 277  | 5,04 %  | 9 791   | 4,38 % | 223 540   | 56,4 %  |
| Восточно-Казахстанская область | 462 685   | 71,04 %  | 65 723  | 10,09 % | 75 298  | 11,56 % | 24 41   | 3,75 %  | 23 186  | 3,56 % | 629 333   | 72,4 %  |
| Жамбылская область             | 399 766   | 79,54 %  | 40 341  | 8,03 %  | 32 746  | 6,52 %  | 14 516  | 2,89 %  | 15 229  | 3,03 % | 502 598   | 72,2 %  |
| Западно-Казахстанская область  | 171 441   | 62,57 %  | 39 374  | 14,37 % | 41 222  | 15,04 % | 19 031  | 6,95 %  | 2 932   | 1,07 % | 274 000   | 62,4 %  |
| Карагандинская область         | 476 504   | 76,13 %  | 61 345  | 9,80 %  | 66 411  | 10,61 % | 12 023  | 1,92 %  | 9 606   | 1,53 % | 625 889   | 70,7 %  |
| Костанайская область           | 308 037   | 78,47 %  | 38 407  | 9,78 %  | 23 237  | 5,92 %  | 17 069  | 4,35 %  | 5 805   | 1,48 % | 392 555   | 71,8 %  |
| Кызылординская область         | 261 720   | 74,46 %  | 33 052  | 9,40 %  | 13 496  | 3,84 %  | 30 569  | 8,70 %  | 12 653  | 3,60 % | 115 942   | 73,9 %  |
| Мангистауская область          | 128 789   | 58,72 %  | 31 361  | 14,30 % | 25 594  | 11,67 % | 18 664  | 8,51 %  | 14 908  | 6,80 % | 219 316   | 55,0 %  |
| Нур-Султан                     | 173 732   | 59,23 %  | 44 695  | 15,24 % | 38 752  | 13,21 % | 21 745  | 7,41 %  | 14 394  | 4,91 % | 293 318   | 45,1 %  |
| Павлодарская область           | 260 238   | 72,22 %  | 43 513  | 12,08 % | 4 191   | 11,63 % | 9 483   | 2,63 %  | 5 181   | 1,44 % | 322 606   | 71,3 %  |
| Северо-Казахстанская область   | 213 416   | 73,31 %  | 29 533  | 10,14 % | 36 415  | 12,51 % | 7 937   | 2,73 %  | 3 813   | 1,31 % | 291 114   | 75,5 %  |
| Туркестанская область          | 545 806   | 74,43 %  | 74 889  | 10,21 % | 27 501  | 3,75 %  | 48 181  | 6,57 %  | 36 979  | 5,04 % | 733 356   | 65,8 %  |
| Шымкент                        | 223 027   | 67,50 %  | 27 349  | 8,28 %  | 21 281  | 6,44 %  | 42 755  | 12,94 % | 15 998  | 4,84 % | 330 410   | 56,5 %  |
| Казахстан                      | 5 148 074 | 71,09 %  | 792 828 | 10,95 % | 659 019 | 9,10 %  | 383 023 | 5,29 %  | 258 618 | 3,57 % | 7 241 562 | 63,25 % |

## Независимый подсчёт голосов
Семь независимых сетей наблюдения на выборах в Мажилис Парламента 10 января 2021, в том числе, МИСК, подвели итоги выборов по данным протоколов, выданных УИКами наблюдателям. Всего независимые наблюдатели получили 641 протокол, из них 505 уникальных. В результате, явка составила 36,2 % от числа зарегистрированных избирателей (369 977 человек). За победителя голосования, партию Нур Отан было отдано 196 630 (54,7 %) голосов избирателей пришедших на выборы, 60 255 избирателей (16,8 %) проголосовали за партию Ак Жол, за партию Адал — 39 998 (11,1 %), Ауыл — 31 422 голоса (8,7 %), НПК — 30 937 (8,6 %). 12 372 бюллетеня (3,3 %) оказались недействительными.

## Протесты
Несанкционированные акции протеста прошли в нескольких городах Казахстана в день выборов, в основном, в Алма-Ате, где представители прокуратуры приказали демонстрантам на площади Астаны разойтись. Через некоторое время спецназ задержал 30 человек. В полдень сторонники Демократической партии Казахстана и движения «Просыпайся, Казахстан» собрались возле площади Республики, где их на 7 часов оцепила полиция. Из-за минусовых температур один протестующий заболел, на какое-то время фельдшер «скорой помощи» не мог видеть, а у нескольких других было диагностировано обморожение. Сообщалось о блокировке Интернета в районах проведения демонстраций в городе. В Нур-Султане десятки протестующих были арестованы, а несколько активистов были насильно задержаны из своих домов. Людей задерживали также в Актобе, Уральске и Шымкенте.
Президент Касым-Жомарт Токаев в ответ на сложившуюся ситуацию пообещал, что никаких репрессивных мер против демонстрантов не будет, заявив, что «протестные настроения существуют, как выяснилось, во всех странах мира. Что касается полиции, то она будет действовать в строгом соответствии с законом». Заместитель министра внутренних дел Арыстангани Заппаров сказал, что все задержанные были освобождены без предъявления обвинений.